# Alieu Fadera
Alieu Fadera, né le 3 novembre 2001 à Bakau en Gambie, est un footballeur international gambien qui joue au poste d'ailier gauche à l'US Sassuolo, en prêt de Côme 1907.

## Biographie

### Carrière en club

#### FK Pohronie
Né à Bakau, Alieu Fadera est formé au Real Banjul, club phare de son pays. Cependant, c'est en Slovaquie , qu'il signe son premier contrat professionnel au sein du FK Pohronie. Il joue son premier match professionnel le 8 août 2020 face au Zlate Moravce lors d'un match nul 2-2. Le 22 août 2020, il inscrit son premier but professionnel lors d'une victoire 2-1 face au MSK Zilina. Il terminera la saison avec 37 rencontres disputées pour sept buts inscrits.

#### SV Zulte Waregem
Le 3 août 2021, il signe au SV Zulte Waregem . Il joue son premier match sous ses nouvelles couleurs quatre jours plus tard lors d'une victoire 3-1 face au KVV Saint-Trond comptant pour la troisième journée de Jupiler Pro League. 

#### KRC Genk
Le 25 juin 2023, il s'engage avec le KRC Genk.

### Carrière internationale
Le 28 mars 2023, il joue son premier match international avec la Gambie face au Mali. Comptant pour les qualifications de la CAN 2023, ce match finit sur une victoire 1-0.